# Payment on Demand
Payment on Demand (bra: Depois da Tormenta) é um filme estadunidense de 1951, do gênero drama, dirigido por Curtis Bernhardt, e estrelado por Bette Davis e Barry Sullivan. O roteiro de Bernhardt e Bruce Manning retrata um casamento, desde seus primeiros dias idealistas até a sua dissolução.

## Sinopse
Joyce Ramsey (Bette Davis) é uma dama da alta sociedade casada com David Ramsey (Barry Sullivan). Numa bela manhã, seu marido infeliz a surpreende com um pedido de divórcio. Joyce descobre que o marido envolveu-se com Eileen Benson (Frances Dee), uma mulher mais jovem. Com sua vida saindo dos trilhos, ela parte em uma viagem para o Caribe na tentativa de conseguir sua própria aventura extraconjugal. Em Porto Príncipe, encontra a velha amiga Emily Hedges (Jane Cowl), que vive com um gigolô. Emily, uma mulher divorciada, tenta ajudá-la a esfriar a cabeça, mas Joyce começa a pensar nos momentos que viveu ao lado de David, e também nos motivos que levaram-no a tomar esta decisão.

## Elenco
- Bette Davis como Joyce Ramsey
- Barry Sullivan como David Ramsey
- Jane Cowl como Emily Hedges
- Kent Taylor como Robert Townsend
- Betty Lynn como Martha Ramsey
- John Sutton como Anthony Tunliffe
- Frances Dee como Eileen Benson
- Peggie Castle como Diana Ramsey
- Otto Kruger como Ted Prescott
- Walter Sande como Swanson
- Brett King como Phil Polanski
- Richard Anderson como Jim Boland
- Natalie Schafer como Sra. Edna Blanton
- Katherine Emery como Sra. Gates
- Lisa Golm como Molly

## Produção
O título de produção do filme foi "The Story of a Divorce". Uma das produções mais rentáveis entre as trinta e oito lançadas pela RKO Radio Pictures naquele ano, o filme foi feito em 1949, mas não foi lançado até dois anos depois, seguindo o sucesso de "All About Eve".
O roteiro original não deixava dúvidas sobre o futuro do casal. A cena final retratava Joyce e David reunidos na mesa do café da manhã, com a mulher totalmente envolvida em sua conversa familiar sobre como subir socialmente. Estava claro como ela ainda era uma esposa excessivamente ambiciosa, determinada a dominar o marido e a orientar sua carreira. O executivo da RKO, Howard Hughes, insatisfeito com o título e com o final, chamou o diretor e os dois protagonistas ao estúdio apenas dois dias antes do filme estrear no Radio City Music Hall em Nova Iorque e fez com que eles filmassem sua própria versão do  roteiro, que ele rebatizou de "Payment on Demand". A cena foi gravada, emendada na bobina final e enviada em uma aeronave TWA de Hughes, chegando ao cinema depois que os créditos iniciais do filme já estavam sendo exibidos. O projecionista só teve tempo de colocar a nova bobina final em sua máquina. Bette Davis disse mais tarde: "O novo final partiu nossos corações. Aquele que filmamos antes foi o verdadeiro final de nosso filme. Também ficamos com o coração partido com a mudança de título".
O diretor Curtis Bernhardt orgulhava-se particularmente da cena inicial do filme, em que o personagem de Barry Sullivan "pede o divórcio assim como quem pede o café da manhã".

## Recepção
Bosley Crowther, em sua crítica para o The New York Times, escreveu: "A Srta. Davis atua de maneira mais competente, alcançando uma aparência superficial de grosseria feminina que pode quase ser real. Da mesma forma, o ambiente exuberante em que RKO arranjou para ela se apresentar tem, pelo menos, insinuações sedutoras de riqueza e bom gosto ilimitados. Mas, infelizmente, o roteiro de Bruce Manning e Curtis Bernhardt inclui tudo, menos uma demonstração simples e convincente das razões pelas quais um casamento não deu certo ... este drama doméstico, que o Sr. Bernhardt montou, é inteiramente um veículo para a Srta. Davis encenar com uma firme aderência teatral na tela".
A revista Variety disse que o filme "faz questão de evitar as armadilhas ficcionais de novelas, nas quais as crises emocionais e físicas são desenvolvidas em uma sucessão rápida. Bette Davis está em ótima forma. Sua interpretação ... tem grande credibilidade ... Barry Sullivan lida [com seu papel] ordenadamente e com uma dignidade tranquila".
A TV Guide avaliou-o com três de quatro estrelas, e acrescentou: "Ignorando todas as coisas novelescas de sempre, este filme oferece uma visão adulta de algumas das razões pelas quais as pessoas se separam ... Uma história honesta com boa atuação e direção, [ele] se move em terreno familiar, mas as risadas são muito escassas aqui e teriam ajudado consideravelmente".